# Martok

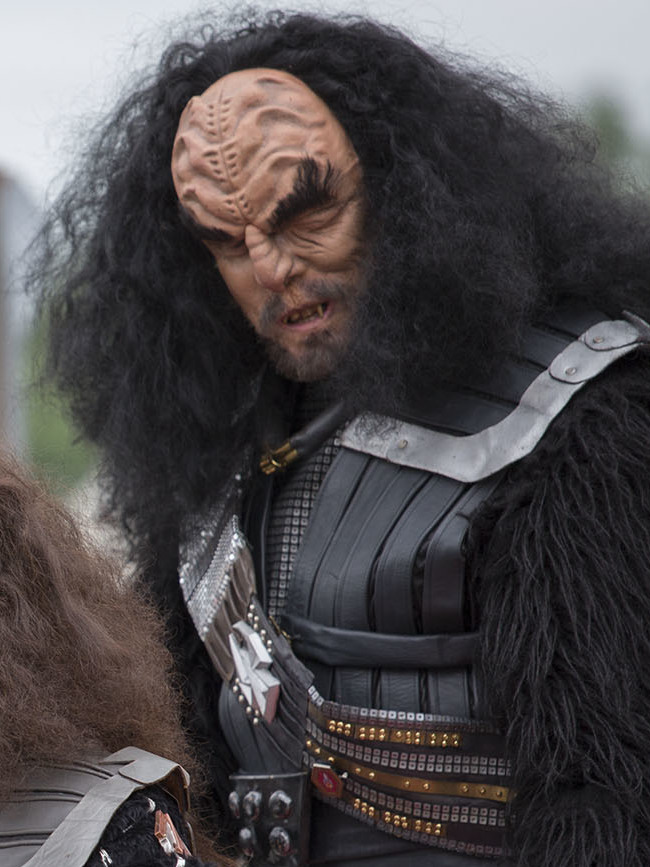
General Martok

Martok, hijo de Urthog es un personaje recurrente en Star Trek: Deep Space Nine, interpretado por el actor JG Hertzler. 

## Descripción
Se presta poca historia de fondo con respecto a los primeros años de Martok, a excepción de una breve historia esbozada por él mismo en el episodio Deep Space Nine "Una vez más en la brecha". Se sabe que nació en una casa de Klingon (La Casa de Martok) que no formaba parte de la aristocracia y se crio en las tierras bajas Ket'ha en el planeta natal de los Klingon Qo'noS. Esta zona es considerada una tierra baldía por los klingon. 
Su familia había sido soldados de buena reputación y había servido con lealtad al imperio durante 15 generaciones, aunque no tan oficiales. Había sido durante mucho tiempo el deseo de su padre Urthog tener joven Martok convertirse en un oficial y por lo que se alistó la ayuda de los agentes de que había ganado el respeto de y, finalmente, fue capaz de conseguir uno para patrocinar a su hijo a la academia Klingon. La solicitud se presentó al Comité de Supervisión, pero fue rechazada por uno de los miembros, de Kor, debido a las vistas elitistas del legendario guerrero Klingon respecto el honor y el prestigio de los "grandes casas". Con un rechazo en su registro de un oficial de tan legendaria, Martok ya no podría incluso servir como un soldado común. Él optó por servir, sin tener en cuenta, y pasó cinco años como trabajador civil en el buque insignia del general Shivang. Durante su servicio de la nave del General fue objeto de ataques por sorpresa de los romulanos. Ellos intentaron subir a bordo del buque en el que el tiempo Martok se levantó en armas y defendió su General, repeler con éxito la invasión. Su actuación y valentía en la batalla llamaron la atención del general Shivang, quien le concedió una comisión campo de batalla como un oficial. Martok obtuvo el grado de Teniente después de la Batalla de Tcha'voth que le proporcionó un sitio como oficial táctico a bordo del crucero Klingon Gothspar, capitaneado por Kultan gana (ST: DS9 Libros The Left Hand of Destiny). En la introducción de Martok a la serie, que había alcanzado el rango de General. 

## Martok
Alrededor de 2371, Martok fue secuestrado por agentes del Dominio y se reemplaza con un cambiaformas. La fecha exacta de esto no está clara. El cambiaformas tuvo éxito en comenzar la guerra con los cardassianos pero inadvertidamente reveló a Odo (que había sido engañado en la creencia de que la canciller Gowron fue el cambiaformas) en una ceremonia de premiación Klingon, y fue rápidamente asesinado por los klingon que asistireron a la ceremonia. 
Martok pasó dos años en un campo de internamiento Dominion, obligado a luchar contra los soldados jem'hadar diaria en el combate cuerpo a cuerpo con fines de formación. Es de suponer que fue durante una de estas peleas que su ojo izquierdo se le sacaron. Durante su confinamiento, Martok llegó a respetar el carácter y lucha cualidades indomables de Worf. En el episodio "Por la Luz de Inferno", Martok escapa y vuelve al Cuadrante Alfa con Elim Garak, Worf y Julian Bashir, y es nombrado comandante de las fuerzas Klingon en Deep Space Nine. 
Semanas después de esta nueva asignación, Martok tomó el mando de un Ave-de-Presa, el Rotarran Klingon, y la convirtió en su buque insignia personal. Inicialmente, la tripulación del Rotarran fueron golpeados y fatalista, un hecho que fue agravada por la aparente renuencia de Martok para enfrentar a las fuerzas jem'hadar en su primera misión. Finalmente, un enfrentamiento entre Martok y Worf ayudó a reunir tanto de la tripulación espíritu guerrero, así como de Martok. La misión concluirá con la Rotarran participación y la destrucción de un buque jem'hadar y el rescate de treinta y cinco miembros de la tripulación de una nave Klingon discapacitados. A Martok agradecido más tarde invitar a Worf (que antes había sido despojado de su apellido por Gowron) para unirse a la casa de Martok. 
Martok es retratado como un excelente juez de carácter, cuidando profundamente por aquellos bajo su mando. Estas características, junto con su valor y liderazgo, se le será muy útil en la Guerra del Dominio, durante el cual él luchó en varias batallas, incluyendo la batalla para retomar Deep Space Nine, y la Primera y la Segunda Batalla de Chin'toka. A pesar de su origen humilde, Martok habría vuelto extremadamente popular entre los otros guerreros y la población civil, aunque Martok había declarado en repetidas ocasiones que él no tenía ningún interés en la política. Con el tiempo, fue nombrado Comandante Supremo de la Flota Novena, cargo que inicialmente se resintió debido a la cantidad de trámites burocráticos. Como la mayoría de los klingon, Martok tenía un desprecio por Ferengi, que se manifestó en varias negativas a reconocer incluso Nog, quien en ese momento era un cadete de la Flota Estelar. No es hasta Nog se levanta a Martok y directamente lo reta que Martok comienza a mostrar un respeto a regañadientes por los Ferengi jóvenes (episodios "Soldados del Imperio", "Blaze of Glory"). 
Poco antes del final de la guerra ("Cuando llueve ..."), Gowron trata de Deep Space Nine honrar Martok por él inducción en la Orden de Kahless, y luego anuncia que estaría tomando el control de las fuerzas de Klingon Martok porque era hora de que se "tome un papel más activo en la guerra". Sin embargo, queda claro que Gowron es simplemente preocupado por Martok haciendo demasiado poderoso políticamente, y tiene la intención de disminuir la posición de Martok enviándolo en batallas que no puede ganar. Worf intenta convencer a Martok desafiar Gowron, pero él se niega. Worf, que mata a Gowron sí mismo, y en lugar de aceptar el título de canciller, lo da a Martok ("Virada en el viento"). 

## Canciller Martok
Cuando las fuerzas del Dominio de pronto se retiraron a territorio cardassiano, los aliados se dieron cuenta de que retiraban con el fin de ganar tiempo para recuperarse de sus heridas de batalla, para que pudieran volver con más fuerza unos años más tarde. 
Martok creía que el Imperio debe atacar de inmediato, y convenció a la Federación y romulanos para atacar también. Martok, liderando la flota Klingon; Almirante Ross y el capitán Sisko, liderando la flota de la Federación; y los romulanos atacaron y derrotaron a los Dominion en el planeta cardassiano. 
A pesar de la negativa del almirante Ross y el capitán Sisko a beber vino de sangre con Martok en los pasillos del Comando Central Cardassiano, la Federación y Klingon siguen siendo aliados. Martok está feliz de recibir el Teniente Comandante Worf como embajador de la Federación de Qo'noS. Él comenta que ahora tiene un embajador que puede ir de caza con targ y que, por esta razón, "tal vez siendo canciller no será tan malo después de todo". Poco después del final de la guerra, Martok y Worf dejan DS9 para Qo'noS ("What You Leave Behind"). 

## Vida personal
Martok es el hijo de Urthog, y es hijo único, que creció en la provincia Ketha en Qo'noS. 
Martok está casado con la señora Sirella, una mujer noble, y tuvieron un hijo, Drex ("Usted está cordialmente invitado ...", "El Camino del Guerrero") 
Martok ve el matrimonio como otra forma de combate, aunque uno disfrazado y más sutil que la mayoría ("El rostro cambiante del mal"). 
Después se unió a Worf casa de Martok, su hijo Alejandro se instaló en la casa, como sería Jadzia Dax, cuando se casó con Worf (este último se opuso inicialmente por Sirella). Tras la muerte de Jadzia, Martok habría llegado a considerar nuevo huésped de Ezri Dax como un digno sucesor de Jadzia y la consideraría parte de su casa también. 

## Apariciones
Primeras dos apariciones de Martok en Star Trek: Deep Space Nine eran como el infiltrado Changeling, que fue asesinado en "Apocalypse Rising". El verdadero Martok apareció por primera vez en "En el Purgatorio Shadow". 
La versión del universo del espejo de Martok sólo ha aparecido en las novelas. A diferencia de la Martok regular, que es un comandante honorable y el cuidado, la versión de MU es malhablado, desaliñado y cruel. Él es finalmente asesinado por la contraparte espejo de Klag, que asume el papel de Martok como Regente de la Alianza Klingon-cardassiano. 
Temporada 4
El Camino del Guerrero, Partes I y II 
Temporada 5
Apocalypse Rising 
En la sombra del Purgatorio 
Por la Luz de Inferno 
Soldados del Imperio 
Blaze of Glory 
Llamamiento a las armas 
Temporada 6
Un tiempo para estar 
Hijos e Hijas 
Favorecer el Temerario 
Sacrificio de los Ángeles 
Usted está cordialmente invitado ... 
Más Allá de las Estrellas 
Lágrimas de los Profetas 
Temporada 7 
Image in the Sand 
Sombras y Símbolos 
La traición, la fe, y el Gran Río 
Una vez más en la brecha 
El emperador y Capa 
extraños compañeros de cama 
El rostro cambiante del Mal 
Cuando llueve ... 
Virada en el viento 
Los perros de la guerra 
¿Qué You Leave Behind, Partes I y II